# Vallejera de Riofrío
Vallejera de Riofrío là một đô thị ở tỉnh Salamanca, Castile và León, Tây Ban Nha. Theo điều tra dân số năm 2004 của Viện thống kê quốc gia Tây Ban Nha, đô thị này có dân số 67 người.
==Tham khảo==